# Farid al-Atrash
Farid al-Atrash, ou na ortografia francesa Farid El-Atrache, (do Árabe: فريد الأطرش‎); (19 de outubro de 1910 – 26 de dezembro de 1974) foi um compositor sírio-egípcio druso, cantor, ator, além de tocar oud, um instrumento musical árabe tradicional. Tendo imigrado para o Egito na infância, al-Atrash embarcou em uma carreira de sucesso que abrange mais de quatro décadas - gravando 500 músicas e estrelando em 31 filmes. Às vezes referido como "Rei do Oud", ele é uma das figuras mais importantes da música árabe do século XX.

## Filmografia
1. Nagham Fi Hayati (1975)
2. Zaman Ya Hob (1973)
3. Hob al kabir, -Al (1969)
4. Khouroug min el guana, El (1967)
5. Hikayet el omr kulluh (1965)
6. Ressalah min emraa maghoula (1963)
7. Yomun bala ghaden (1962)
8. Shatie el hub (1961)
9. Min agl Hobbi (1960)
10. Maleesh Gheirak (1958)
11. Inta habibi (1957)
12. Wadda'tu hubbak (1957)
13. Izhay ansak (1956)
14. Oussit Hobi (1955)
15. Ahdil Hawa (1955)
16. Risalat Gharam (1954)
17. Lahn hubi (1954)
18. Ayza atgawwez (1952)
19. Lahn al khouloud (1952)
20. Ma takulshi la hada (1952)
21. Taa la salim (1951)
22. Akher kedba (1950)
23. Afrita hanem (1949)
24. Ahebbak inta (1949)
25. Habib al omr (1947)
26. Bolbol effendi (1946)
27. Gamal wa Dalal (1946)
28. Ma akdarshi (1946)
29. Shahr el asal (1946)
30. Ahlam el chabab (1943)
31. Intisar al-chabab (1941)